# Port lotniczy Ramechhap
Port lotniczy Ramechhap – port lotniczy położony w Ramechhap, w Nepalu. Oferuje połączenia do Katmandu.